# Klemens af Ohrid
Sankt Klemens af Ohrid (makedonsk og bulgarsk: Климент Охридски), født ca. 840, død 916, var en middelalderlig, bulgarsk lærd forfatter og den første bulgarske ærkebiskop. Det findes kun få informationer om hans liv, før han nåede til Ohrid, men ifølge hans helgenbeskriver, Sankt Theophylaktos af Ohrid, blev Klemens født i det sydvestlige Bulgarien.
Som elev af Kyrillos og Methodios deltog Klemens i deres mission i Stormähren. Efter Kyrillos død fulgte Klemens Methodios fra Rom til Pannonien og Stormähren. Da Methodios selv døde i 885, blev Klemens leder af kampen mod det tyske præsteskab i Stormähren sammen med med Gorazd. Efter at have siddet fængslet en tid blev han udvist fra Stormähren og nåede i 885 eller 886 til Bulgariens grænse sammen med Naum af Preslav, Sava, Angelarios og muligvis Gorazd (ifølge andre kilder var Gorazd allerede død på dette tidspunkt). Alle blev senere sendt til Bulgariens hovedstad, Pliska, hvor de fik til den opgave af Boris I af Bulgarien, at de skulle undervise landets fremtidige præsteskab i oldkirkeslavisk. 
Efter at Bulgarien var gået over til kristendommen i 865, blev der gennemført religiøse ceremonier i Bulgarien på græsk og af præster, som var udsendt fra det Byzantinske rige. Boris frygtede den voksende, byzantinske indflydelse og en svækket statsmagt, og han så indførelsen af kirkeslavisk som en måde at bevare Bulgariens politiske selvstændighed og stabilitet. For at opnå dette, sørgede Boris for, at der blev oprettet to litterære skoler (akademier), som skulle undervise i kirkeslavisk. Den ene skole skulle ligge i hovedstaden Pliska, den anden i området nær Kutmitjevitsa (i det nuværende, vestlige Makedonien). 
Mens Naum af Preslav blev tilbage i Pliska og arbejdede med at oprette Pliskas litterære skole, blev Klemens sendt til Ohrid i Kutmitjevitsa af af Boris, for at han skulle organisere undervisningen i oldkirkeslavisk der. I løbet af syv år – mellem 886 og 893 – underviste Klemens i oldkirkeslavisk og det glagolitiske alfabet for omkring 3500 elever. I 893 blev han kaldet til ærkebiskop af Drembica (Velika) og Kutmitjevitsa. Efter sin død i 916 blev han begravet i kirken Sankt Klemens og Pantaleimon i nærheden af Ohrid.
Sankt Klemens af Ohrid var en af de flittigste og vigtigste forfattere på tidlig bulgarsk (den bulgarske version af oldkirkeslavisk). Han anses for at have skrevet den pannoniske hagiografi over Kyrillos og Methodios. Klemens oversatte også ”Blomstertrioden” med kirkesange, som synges fra påske til pinse, og man formoder, at han har skrevet om den romerske pave, Sankt Clemens (Pave Clemens 1.), samt den ældste prædiken, som er tilegnet Kyrillos og Methodios. 
Almindeligvis tilskriver man ham også opfindelsen af det kyrilliske alfabet, selv om dette nok blev udviklet gradvist under stærkt byzantinsk indflydelse ved Pliskas litterære skole i begyndelsen af 900-tallet. 
Det første moderne universitet i Bulgarien, Sofia University (el. St. Kliment Ohridski), blev opkaldt efter Klemens, da man grundlagde det i 1888. Universitetet i den makedonske by Bitola, der blev grundlagt i 1979, er ligeledes opkaldt efter ham.